# Jean Bungartz

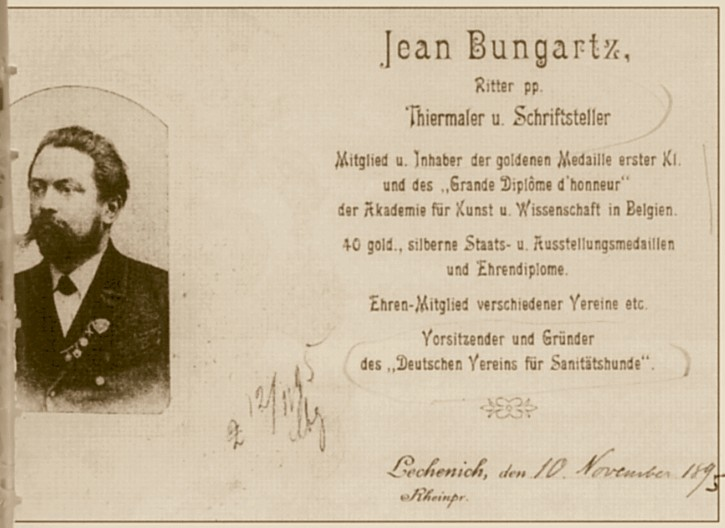
Briefkopf mit Porträt von Jean Bungartz

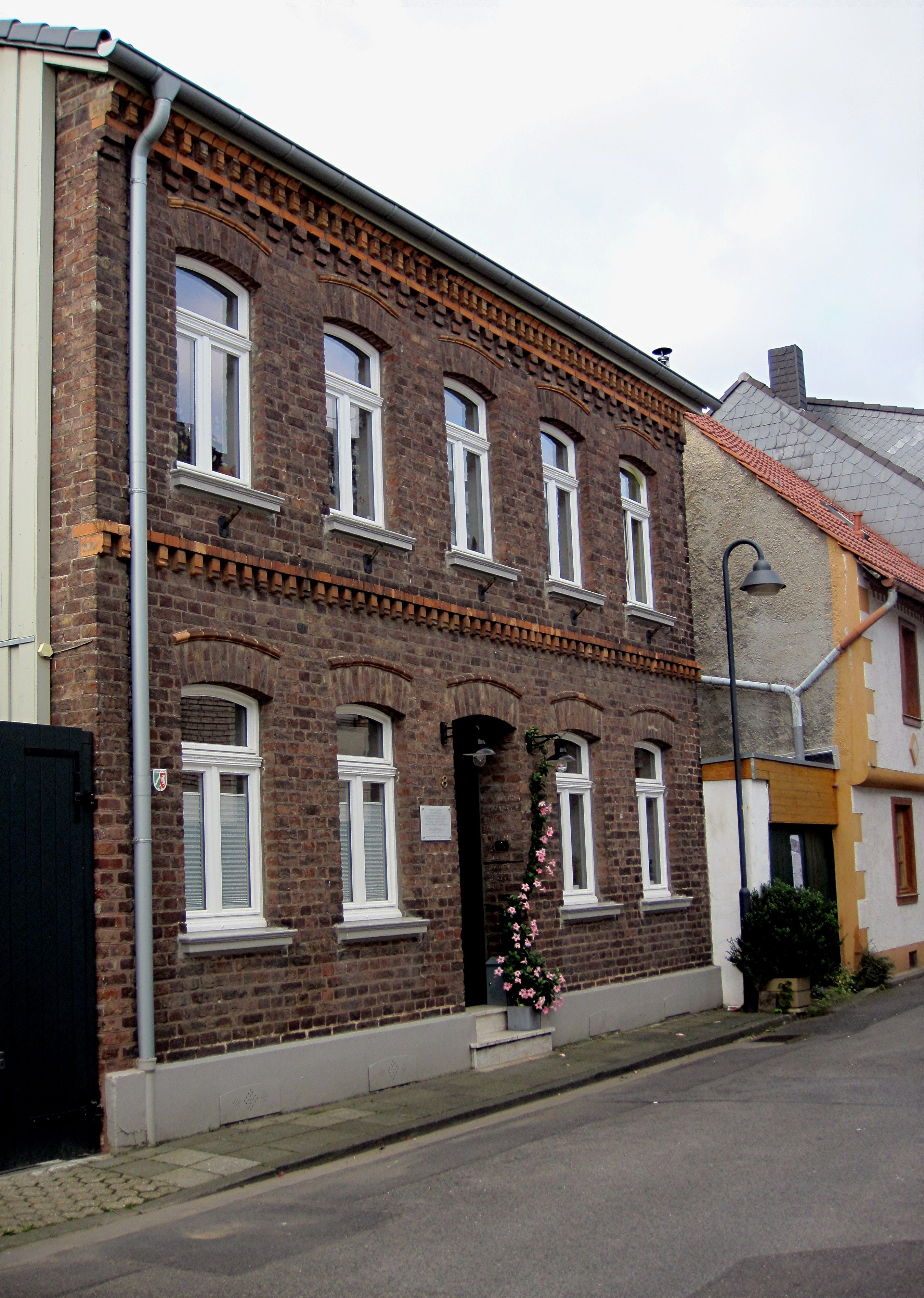
Wohnhaus von Jean Bungartz in Lechenich Zehntstraße 8 mit Gedenktafel

Jean Bungartz (* 6. Mai 1854 in Köln; † 15. September 1934 in Münster) war ein deutscher Tiermaler sowie Autor und Illustrator zahlreicher Tierbücher und Fotograf.

## Leben
Jean Bungartz, der Sohn des Buchbinders Johann Bungartz und seiner Ehefrau Maria geb. Bley, war seit 1875 verheiratet mit Maria geb. Burmehl. Anfang der 1880er Jahre war er in Hamburg als Tiermaler und Redakteur tätig und gründete den Hamburger Verein zur Förderung reiner Hunderassen.
Im April 1886 zog er mit seiner Familie nach Lechenich, Erftstadt. 1893 gründete er den Deutschen Verein für Sanitätshunde, den er bis 1909 leitete, und legte damit den Grundstein für das heutige Rettungshundewesen. In seiner 1894 in Lechenich errichteten Dressur- und Zuchtanstalt bildete er Hunde aus, die er dem Roten Kreuz übergab. Die Hunde waren in der Lage, Verwundete im Gelände aufzufinden. Seine Schriften Der Kriegshund und seine Dressur und Der Hund im Dienste des Rothen Kreuzes sind 1892 in der Illustrirten Zeitung besprochen worden. Ebenfalls in dieser Zeitung veröffentlichte Bungartz 1886 eine sehr detailgetreue Zeichnung über die Feierlichkeiten anlässlich der Einweihung der Lechenicher Synagoge am 10. September 1886.
Die Jahre in Lechenich zählten zu seinen produktivsten. 1895 erschien sein reich illustriertes Werk über Nutzhühner mit Beiträgen zu den verschiedenen Hühnerrassen. Ferner hat er Bücher über Tauben, Katzen, Kaninchen, Fische und über die afrikanische Tierwelt in Namibia (damals Deutsch-Südwestafrika) veröffentlicht und illustriert. Seine detailgenauen Zeichnungen haben ihn als Tiermaler international berühmt gemacht.
Im Jahre 1903 zog er nach Oberdollendorf, um sich dort noch intensiver der Ausbildung der Hunde im Sanitätsdienst zu widmen. Nachdem er 1909 aus gesundheitlichen Gründen die Arbeit aufgeben musste, kehrte er nach Lechenich zurück, wo er den Vorsitz des Nutzgeflügelzucht-Vereins für Lechenich und Umgebung übernahm. Bis 1913 lebte er mit seiner Familie in Lechenich.

Zeichnungen, Illustrationen (Auswahl)
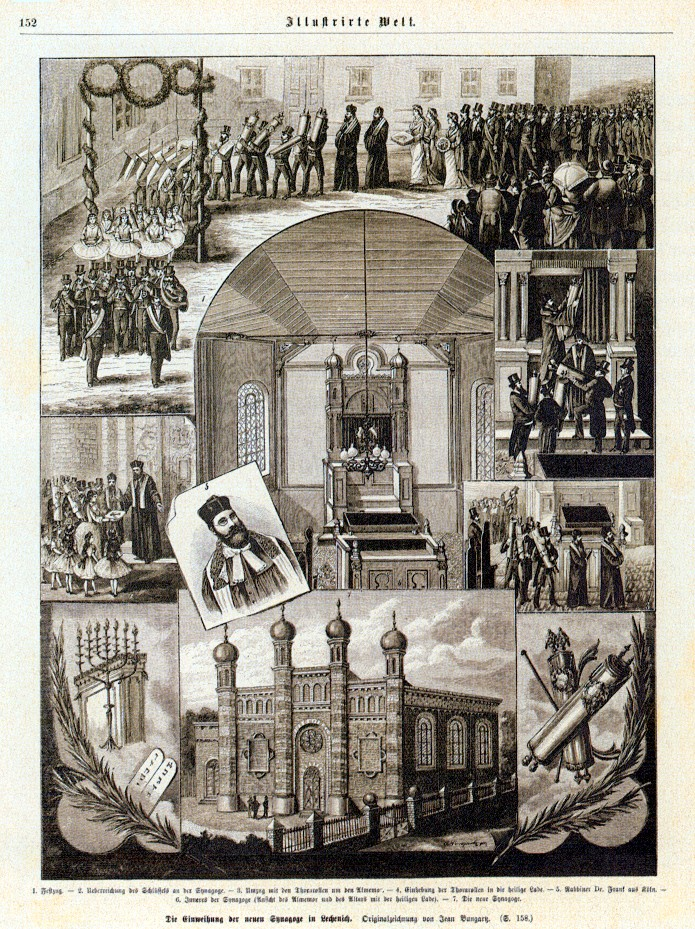
Einweihung der Synagoge in Lechenich 1886 Zeichnung von Jean Bungartz
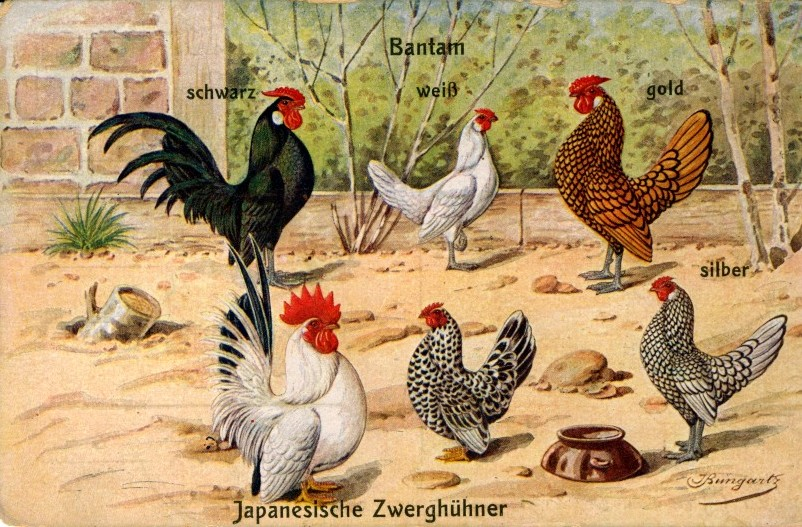
Hühnerrassen von Jean Bungartz Ansichtskarte um 1910
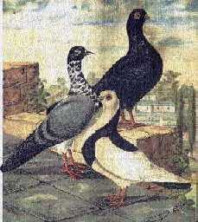
Wiener Tümmler, 1882
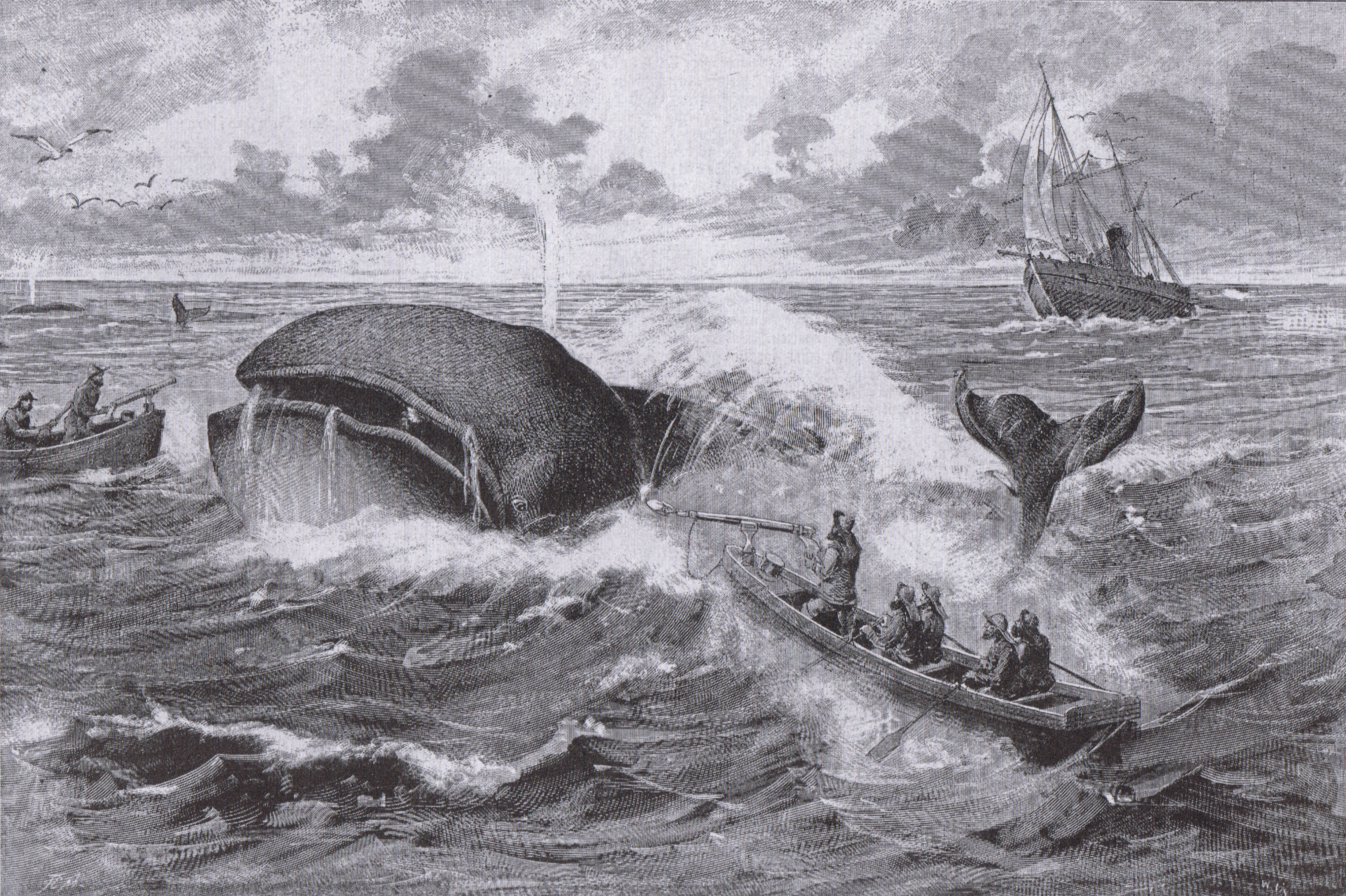
Walfang nach neuster Fangmethode (1885)

Bungartz war Inhaber der goldenen Medaille erster Klasse und des Grande Diplome d’honneur der Akademie für Kunst und Wissenschaft in Belgien, deren Mitglied er war. 40 goldene und silberne Staats- und Ausstellungsdiplome und Ehrendiplome konnte er aufweisen, wie auf seinem Briefkopf zu lesen ist. Ferner war er Ehrenmitglied in einer Reihe von Tierzuchtvereinen. Er selbst bezeichnete sich als „Ritter pp. Thiermaler und Schriftsteller“.
Nach ihm ist in Lechenich eine Straße benannt.

## Schriften
- Kynos. Handbuch zur Beurtheilung der Racen-Reinheit des Hundes. Neff, Stuttgart 1884.
- Der Kriegshund und seine Dressur. Twietmeyer, Leipzig 1892.
- Der Hund im Dienste des rothen Kreuzes. Twietmeyer, Leipzig 1892.
- Illustriertes Katzenbuch. Berlin 1896.